# Windows XP Professional x64 Edition
O Windows XP Professional x64 Edition é uma versão do sistema operacional Windows XP, da Microsoft destinado a processadores da plataforma X64, lançada em 25 de Abril de 2005.
Este sistema operacional não possui versão em português e é baseado no Windows Server 2003.
O sistema foi feito para ser executado em processadores x64 (x86_64 ou AMD64), suportando até 128GB de memória RAM, contra os 4GB na arquitetura X86. Apesar de ser um sistema de 64 bits, os programas 32 bits (x86) continuam a ser executados normalmente, porém não é possível executar programas e aplicações em 16 bits, assim como a plataforma x86 permite.
O sistema não possui muitas diferenças práticas da versão tradicional de 32 bits (além de suportar memórias acima de 4GB), porém o sistema não possui um Service Pack 3, assim como a versão de 32 bits possui e isso impossibilita que alguns programas mais recentes sejam executados nesta versão do sistema caso exijam o SP3.